# Jopa Eis
Jopa Eis (Eigenschreibweise JOPA) war eine deutsche Speiseeismarke. 

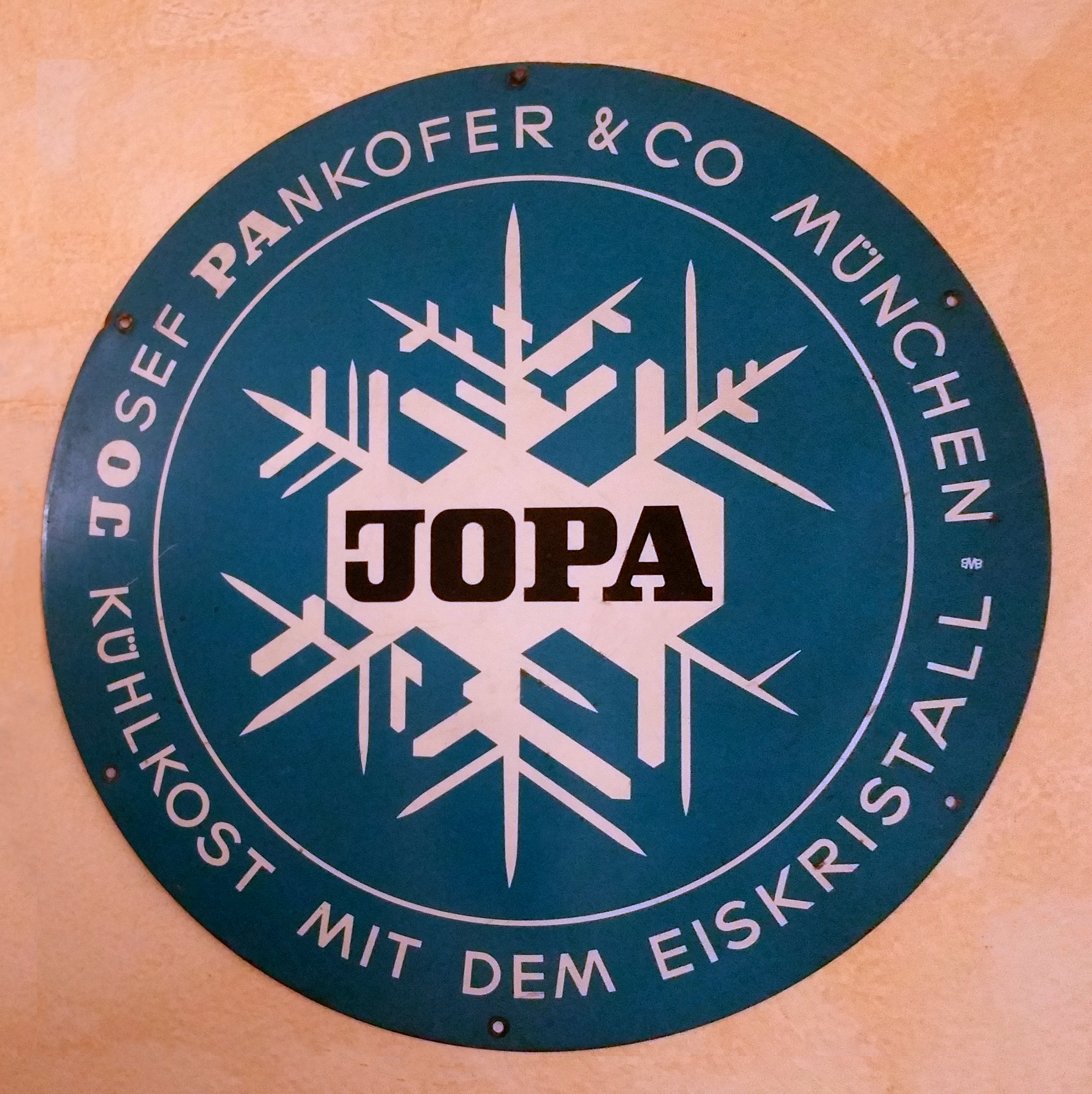
Emaille Werbeschild aus den 1950er Jahren

## Geschichte
Produziert wurde das Eis zwischen 1933 und 1969 in München von Josef Pankofer. Die Marke JOPA ist ein aus seinem Namen gebildetes Akronym. Pankofer betrieb ursprünglich eine Eisdiele, die ihre Produktpalette später mit – damals sensationell – Eis am Stiel erweiterte. Allmählich stattete er Kioske und Lebensmittelgeschäfte mit Kühltruhen aus, um seine Vertriebswege zu erweitern. Schließlich nahm Pankofer auch die Herstellung von Tiefkühlprodukten auf, um die Truhen während der kalten Jahreszeit nicht leerstehend zu lassen. Ab 1936 fertigte Theo Schöller in Nürnberg für JOPA in Lizenz die vier Eissorten Vanille, Schokolade, Erdbeer und Zitrone. Im Jahr 1969 übernahm Nestlé die Firma. Ein Jahr später fusionierte die Nestlé-Tochter Jopa Eis / Findus TKK mit der Unilever-Tochtergesellschaft Eskimo Eis / Petter Iglo; es entstand die Eskimo-Iglo GmbH. Unilever hielt 75 % der Anteile; bei Nestlé verblieben 25 %.
Werbefigur war der Jopa-Eis-Clown des Schweizer Graphikers Herbert Leupin.